# 德罗森多夫-齐瑟尔斯多夫
德罗森多夫-齐瑟尔斯多夫是奥地利下奥地利州霍恩县的一个市镇。总面积53.45平方公里，总人口126人，人口密度22.9人/平方公里（2012年）。